# Biblioteca sir Robert Ho Tung
La Biblioteca Sir Robert Ho Tung (in cinese: 何東圖書館) è una biblioteca pubblica della Regione Amministrativa Speciale di Macao. L'edificio fa parte del centro storico di Macao, inserito nella lista del patrimonio dell'umanità dell'UNESCO.

## Storia
L'edificio venne costruito prima del 1894 e fu proprietà di Dona Carolina Cunha. In seguito la dimora venne venduta ad un uomo d'affari di Hong Kong, sir Robert Ho Tung, nel 1918 dove si ritirò per vivere tra il 1941 e il 1945. Sir Robert morì nel 1955 e l'edificio venne proposto al governo di Macao per la conversione in biblioteca pubblica secondo i suoi ultimi voleri. La biblioteca venne aperta al pubblico nel 1958 e nel 2005, a seguito dell'aggiunta di un edificio posto sul retro della dimora, divenne la biblioteca più grande di tutta la città di Macao. La vecchia struttura ospita al suo interno l'ufficio principale del sistema bibliotecario, situato al primo piano, e gli uffici dell'Agenzia ISBN di Macao, situati al secondo piano.
La dimora venne costruita con uno stile tipico di Macao, cioè con una forte impronta cinese, ma le furono inseriti alcuni dettagli derivati della tradizione architettonica europea. Gli interni rispecchiano ulteriormente questa unione tra stili orientali ed occidentali.